# Juin 1884

## Événements
- 3 juin : traité d'Adoua. Le négus d'Éthiopie Yohannès IV profite du soulèvement du Mahdi pour obtenir des Britanniques (mission de Sir William Hewett), en échange de son appui, Kérén et l’usage du port de Massaoua.

- 10 juin : défaite des libéraux aux législatives en Belgique. Leur nombre à la Chambre des représentants tombe de 79 à 52. Les catholiques abrogent la loi sur l’enseignement laïque. C'est la fin de la première guerre scolaire.

- 17 juin : le gouverneur de Cochinchine Charles Thomson impose une convention au roi Norodom. Le Cambodge est passé sous protectorat de la France.

- 23 juin :
  - Les Français sont battus à Bac Le et contraint à la retraite par les troupes chinoises qui n’appliquent pas les traités de paix de Tianjin.
  - En Norvège, le roi Oscar II, après deux tentatives vaines pour faire investir un ministère conservateur et après des élections très défavorables à sa cause, se résigne à faire appel à Johan Sverdrup pour former un cabinet capable de trouver le soutien du Storting. Cette décision marque le début du régime parlementaire en Norvège.

## Naissances
- 21 juin : Masamitsu Ōshima, herpétologiste et ichtyologiste japonais († 26 juin 1965).
- 25 juin : Daniel-Henry Kahnweiler, écrivain, collectionneur et marchand d'art († 11 janvier 1979).
- 27 juin : Gaston Bachelard, philosophe français († 16 octobre 1962).
- 29 juin : Pedro Henríquez Ureña, écrivain dominicain († 11 mai 1946).